# Abusir el-Melek
Abu Sir al-Mulk (ar. أبو صير الملق), także Abusir el-Melek – miejscowość i stanowisko archeologiczne w Egipcie, położone w muhafazie Bani Suwajf.
Stanowisko zostało odkryte w czasie ekspedycji prowadzonej w latach 1902-1904 przez niemieckiego archeologa Otto Rubensohna, który z ramienia Papyruskommission z Muzeum Berlińskiego poszukiwał papirusów w okolicach wsi Abusir el-Melek. Rubensohn odkrył prehistoryczne groby, o których informacja bardzo szybko dotarła do Berlina. W ciągu kilku miesięcy Niemieckie Towarzystwo Orientalne (niem. Deutsche Orient-Gesellschaft) zorganizowało ekspedycję pod kierownictwem egiptologa Georg Möllera. Wykopaliska trwały latem 1905 i jesienią 1906 roku. W wyniku prac wykopaliskowych odkryto około 850 grobów, które zostały zidentyfikowane jako należące do kultur Nagada II i Nagada III.
Późniejsze badania wykazały, że stanowisko to było miejscem zamieszkania, cmentarzysk i świątyń przez kilka tysięcy lat. Najstarsze groby należą do kultur Nagada, późniejsze były wykorzystywane w okresie greckim, rzymskim oraz z czasów panowania arabskiego.